# Florian Mader
Florian Mader (Innsbruck, 14 settembre 1982) è un ex calciatore austriaco, di ruolo centrocampista.

## Carriera

### Club
Il 18 agosto 2011 si trasferisce dal SV Ried all'Austria Vienna

## Palmarès
- Coppa d'Austria: 1

Ried: 2010-2011